# Токуджиро Намикоши
Токуджиро Намикоши (浪越 徳治郎 Namikoshi Tokujirō, 3 ноември 1905, Тадоцу, префектура Кагава) Създател на шиацу терапията.
Токуджиро Намикоши е почитана личност в света на алтернативната медицина, особено известен с пионерската си работа в областта на терапията шиацу.

## Ранен живот
Токуджиро Намикоши е роден на 3 ноември 1905 г. в префектура Кагава, Япония. Пътят му в света на терапията започва в много ранна възраст, когато майка му се разболява от тежък ревматоиден артрит. Едва седемгодишен той започва да експериментира с прилагането на натиск върху различни точки на тялото ѝ, за да облекчи болката ѝ. Наблюдавайки, че майка му изпитва облекчение от тези процедури, Намикоши проявява интерес към лечението чрез докосване.

## Развитие на шиацу
Първоначалните експерименти на Намикоши се коренят в традиционните японски масажни техники, известни като Anma, които се практикуват от векове. Скоро обаче той осъзнава, че може да постигне по-ефективни резултати, като прилага продължителен натиск с палци и пръсти върху определени точки на тялото. Това довежда до разработването на неговия уникален метод, който той нарича „шиацу“, което означава „натиск с пръсти“.
За разлика от Анма, която включва различни техники на триене, потупване и месене, шиацу се фокусира върху статичния натиск, прилаган върху акупунктурните точки, меридианите и по пътищата на енергията (Чи) в тялото. Методът на Намикоши се основава не само на традиционни японски концепции, но включва и принципи на западната анатомия и физиология, осигурявайки цялостен подход към здравето и лечението.

### Основаване на Японския колеж по шиацу
Осъзнавайки нуждата от официализиране и разпространение на своите методи, Намикоши основава Японския колеж по шиацу в Токио през 1940 г. Тази институция изиграва решаваща роля за стандартизирането на практиката на шиацу и за обучението на ново поколение терапевти. Учебната програма съчетава традиционните източни медицински концепции със западната медицинска наука, като гарантира, че практикуващите са добре запознати и с двата аспекта.
Японският колеж по шиацу се превръща в крайъгълен камък за обучението по шиацу, привличайки ученици от цяла Япония, а впоследствие и от цял свят. Отдадеността на Намикоши да преподава и да разпространява знанията си гарантира, че шиацу получава официално признание като легитимна форма на терапия в Япония.

## Влияние
Усилията на Намикоши излизат извън пределите на Япония, тъй като той се опитва да представи шиацу на световната публика. Неговите техники са добре приети в международен план и оказват влияние върху различни форми на работа с тялото и допълнителна медицина. През 50-те години на ХХ век той започва да пътува много, като демонстрира техники на шиацу и изнася лекции за ползите от тях. Неговата харизма и ефективност спомагат за популяризирането на шиацу в Съединените щати и Европа, което е прието от практикуващи лекари и пациенти, търсещи алтернативни методи на лечение.
Шиацу става известно със способността си да се справя с широк спектър от заболявания, включително мускулно-скелетни болки, стрес и хронични заболявания. Практиката придоби популярност не само като терапевтична интервенция, но и като превантивна мярка за поддържане на цялостното здраве и благополучие.

## Наследство
Приносът на Токуджиро Намикоши към терапията шиацу е огромен. Той не само разработва нов терапевтичен подход, но и осигурява неговото признаване и интегриране в масовото здравеопазване. Днес шиацу се практикува в цял свят, като многобройни практикуващи и ентусиасти се възползват от неговия холистичен подход към здравето.
Японският колеж по шиацу остава водеща институция за обучение по шиацу, доказателство за визията и отдадеността на Намикоши. Колежът продължава да поддържа стандартите, които той е поставил, като гарантира, че новите поколения терапевти са обучени в принципите и техниките, които той е разработил.

### В съвременното здравеопазване
В съвременното здравеопазване шиацу е признато като допълваща терапия, която може да се използва заедно с конвенционалните лечения. Изследванията показват, че шиацу може да подобри цялостно качеството на живот. Проучванията показват, че шиацу терапията може да стимулира парасимпатиковата нервна система на тялото, насърчавайки релаксацията и намалявайки производството на хормони на стреса.
Шиацу се използва и в различни клинични условия, включително болници и рехабилитационни центрове, за подпомагане на пациенти с хронични заболявания като фибромиалгия и артрит. Неинвазивният му характер и акцентът върху насърчаването на естествените лечебни процеси на тялото го правят привлекателна възможност за много пациенти.
Днес шиацу се практикува по целия свят, с различни стилове и школи, отразяващи разнообразните влияния, които са оформили неговото развитие. Основните принципи, установени от Намикоши, остават основни за практиката, подчертавайки важността на докосването, натиска и естествените лечебни способности на тялото. Модерните практикуващи продължават да обновяват и адаптират шиацу, за да отговорят на нуждите на съвременните пациенти.
Стилът „Намикоши“ в шиацу практиката включва много задълбочено лечение на цялото тяло, но може би поради фокусът му върху това как шиацу да бъде законно признат в Япония, той се позовава на западните медицински теории, като не включва теорията на меридианите в своя стил. Неговият стил изисква задълбочено познаване на мускулно-скелетната структура на тялото и нервната система, като се набляга на нервно-мускулните точки.